# Hozukius guyotensis
Hozukius guyotensis är en fiskart som beskrevs av Vladimir V. Barsukov och Fedorov, 1975. Hozukius guyotensis ingår i släktet Hozukius och familjen kungsfiskar. Inga underarter finns listade i Catalogue of Life.